# セントー (空母)
セントー (HMS Centaur, R06) は、イギリス海軍のセントー級航空母艦の1番艦。1953年就役、1965年退役。艦番号はR06、同名の艦としては6代目となる。

## 概要
ハーランド・アンド・ウルフベルファスト造船所で1944年に起工されたが、第二次世界大戦の終結に関連して建造は遅延し、1947年4月22日に進水、起工から9年後の1953年9月1日に就役した。
セントー級のうち、本艦のみがストレートデッキのまま建造され、2番艦以降はアングルド・デッキが採用された。セントーは1950年代から1960年代初期にかけて活動したが、予算上の問題のために、2番艦、3番艦で行われたコマンド母艦（ヘリコプター揚陸艦）への改装は行われなかった。艦載機の大型化と敵機の脅威の増大により、他の艦より早く1965年に退役し、1973年に解体された。

## 艦歴

### 近代化改装
1956年から1958年にかけて、蒸気式カタパルト、アレスティング・ワイヤー、アングルド・デッキ（6度）などを追加する広範囲な近代化改装を受け、ホーカー シーホーク、デ・ハヴィランド シーベノムなどのジェット機運用能力を獲得した。
1960年には、デ・ハビランド シービクセンとスーパーマリン シミターなどの第二世代の遷音速戦闘爆撃機を運用するための最小限の改装がポーツマスで行われた。完全な改装を受けたハーミーズと比較するとセントーの飛行甲板は狭く、シミターは大きすぎて運用は危険であると判断され、シービクセンのみ搭載されたが、MiG-17、MiG-19、MiG-21の脅威に対して十分に対抗できず、マレーシア建国におけるインドネシアとの対立の際も投入されなかった。

### 映画出演
1959年、セントーは映画『ビスマルク号を撃沈せよ!』の撮影に使用された。作中では、ビスマルクの追撃戦に参加したイギリス海軍の空母、ヴィクトリアス、アーク・ロイヤルとなり、レストアされた3機のフェアリー ソードフィッシュが飛行甲板から発艦した。艦橋や航空機搭乗員のブリーフィング・ルームでも撮影が行われた。

### ラマダーン革命
1961年6月、イラクのアブドルカリーム・カーシム大統領は、クウェートがイラクによって併合されると発表した。これを受けてクウェートの王族は、イギリスとサウジアラビアに援助を要請した。イギリスはヴァンテージ作戦を発動、空母ヴィクトリアスを中心とした艦隊を派遣した。ブルワークは、海兵隊第42コマンドー連隊の中隊を上陸させた。セントーは、ヴィクトリアスを救援するために追って派遣された。カーシムがラマダーン革命で死亡した後の1963年にイラクはクウェートの主権を認めた。

### アデン危機
1963年以降、セントーはアデン危機におけるデイモン作戦でシービクセンは、イエメンのラドファンの反抗的な部族民に対する攻撃を開始した。
1964年にタンガニーカで起こったザンジバル革命では、首都ダルエスサラームの近くに拠点を置いていた第1タンガニーカライフル連隊は、イギリス人士官に対して反乱を起こし、高等弁務官を拘束して、空港を支配した。イギリスは、援助を求める緊急の訴えの後、セントーに第815海軍航空隊と海兵隊の第45コマンドー連隊を搭載して展開することに決定した。セントーがダルエスサラームに到着したとき、海兵隊中隊は反逆者の拠点に隣接するフットボール場にヘリコプターで上陸、最大限の勢力で素早く攻撃を行った。状況は混沌としたが、拠点の入口は死守された。降伏勧告が失敗した後、中隊は個人携帯対戦車弾でガードマン詰所の正面を破壊した結果、多数の苦しむ兵士が明るみにさらされた。セントーから発進した4機のシービクセンは海兵隊に掩護を提供し、仮設滑走路に着陸した。主な犯罪者は逮捕され、残りの反逆者は降伏し、作戦は成功した。タンガニーカの情勢が安定して平和な状態に戻されたとき、多くのタンガニーカ人は歓喜した。海兵隊の音楽隊は、国が安定性に戻している間、タンガニーカの通りでパレードに参加することによって、彼らがタンガニーカ人から受け取ったイギリス軍に対する親しみと歓迎のイメージを示した。セントーは危機の9日後、1月29日に出航してタンガニーカを去った。

### 改装の中止と退役
1965年、本艦のコマンドー母艦への改装は、増大する防衛費への制約により、タイガー級防空巡洋艦の維持が優先され、キャンセルされた。竣工間もないタイガー級防空巡洋艦を廃艦とすることは、政治的にあまりにきまりが悪かった。対潜空母への改装も検討されたが、その後は宿泊艦としての役割が与えられ、ヴィクトリアスの修理の際に使用された。
1966年には、イーグルの修理の際、再び宿泊艦として使用された。
1970年にセントーはタスマニア島のデボンポートへ回航され、2年間係船された。最後はスコットランドのケイルンライアンで解体された。

### 搭載機一覧
初回
898 NAS. ホーカー シーホークFGA.4艦上戦闘攻撃機8機
806 NAS. ホーカー シーホークFGA.6艦上戦闘攻撃8機
810 NAS. ホーカー シーフューリーFB.11艦上戦闘爆撃機9機
820 NAS. グラマン アベンジャーAS艦上雷撃機6機
分遣隊:ウェストランド ドラゴンフライHR.5対潜哨戒ヘリコプター1機
二度目
803 NAS. ホーカー シーホークFB.3艦上戦闘爆撃機9機(※元アルビオンの搭載機)
806 NAS. ホーカー シーホークFGA.6艦上戦闘攻撃機9機　
814 NAS. グラマン アベンジャーAS.5対潜哨戒機6機
分遣隊:ウェストランド ドラゴンフライHR.5対潜哨戒ヘリコプター1機
三度目
803 NAS. ホーカー シーホークFB.3艦上戦闘爆撃機9機
806 NAS. ホーカー シーホークFGA.6艦上戦闘攻撃機9機　
820 NAS. ガネットAS.4対潜哨戒機6機
分遣隊:ウェストランド ドラゴンフライHR.5対潜哨戒ヘリコプター1機
四度目
801 NAS. ホーカーシーホークFGA.6艦上戦闘機14機
891 NAS. シーベノムFAW.22全天候艦上戦闘機8機
845 NAS. ウェストランドホワールウィンドHS.7 ヘリコプター8機
849 NAS. Dフライト：スカイレイダーAEW.1早期警戒機4機
五度目
807 NAS. スーパーマリン シミターF.1艦上戦闘機8機
893 NAS. デ・ハビランド DH.110 シービクセン FAW.1全天候艦上戦闘機6機
849 NAS. フェアリー ガネットAEW.3艦上対潜哨戒機9機
824 NAS. ウェストランド ホワールウィンドHAS.7救難ヘリコプター8機